# Yŏnsa
Yŏnsa (kor. 연사군, Yŏnsa-gun) – powiat w Korei Północnej, w północno-zachodniej prowincji Hamgyŏng Północny. W 2008 roku liczył 37 876 mieszkańców. Graniczy z powiatami Musan i Kyŏngsŏng od wschodu, Ŏrang od południa, a także z należącymi do prowincji Ryanggang powiatami Taehongdan oraz Paek’am. Przez powiat przebiega 191-kilometrowa linia kolejowa Paek’am, łącząca powiaty Paek’am oraz Musan.

## Historia
Przed wyzwoleniem Korei spod okupacji japońskiej tereny należące do powiatu wchodziły w skład powiatu Musan. Jako samodzielna jednostka administracyjna powiat Yŏnsa powstał w grudniu 1952 roku. Został utworzony z należących wcześniej do powiatu Musan miejscowości (kor. myŏn): Yŏnsa i Samjang (5 wsi). Składał się wówczas z jednej miejscowości (Yŏnsa-ŭp) i 16 wsi (kor. ri).

## Gospodarka
Gospodarka powiatu opiera się na przemyśle drzewnym, ze względu na ukształtowanie terenu praktycznie nie ma upraw. Wyjątkiem są jedynie ziemniaki – z powiatu pochodzi średnio połowa plonów ziemniaka w całej prowincji Hamgyŏng Północny. Innym naturalnym źródłem żywności są owoce z górskich lasów, które stanowią 84% powierzchni powiatu.

## Podział administracyjny powiatu
W skład powiatu wchodzą następujące jednostki administracyjne:
| Nazwa jednostki administracyjnej | Rodzaj jednostki administracyjnej | Chosŏn'gŭl   | Hancha       |
| -------------------------------- | --------------------------------- | ------------ | ------------ |
| Yŏnsa-ŭp                         | miasteczko                        | 연사읍       | 延社邑       |
| Sin'yang-rodongjagu              | dzielnica pracownicza             | 신양로동자구 | 新陽勞動者區 |
| Yŏnsu-ri                         | wieś                              | 연수리       | 延水里       |
| Sinbuk-ri                        | wieś                              | 신북리       | 新北里       |
| Sinjang-ri                       | wieś                              | 신장리       | 新章里       |
| P'also-ri                        | wieś                              | 팔소리       | 八所里       |
| Namjak-ri                        | wieś                              | 남작리       | 南作里       |
| Kwangyang-ri                     | wieś                              | 광양리       | 廣陽里       |
| Sŏksu-ri                         | wieś                              | 석수리       | 石水里       |
| Samp'o-ri                        | wieś                              | 삼포리       | 三浦里       |
| Rop'yŏng-ri                      | wieś                              | 로평리       | 蘆坪里       |
| Samha-ri                         | wieś                              | 삼하리       | 三下里       |